# Motor Music
«Motor Music» — немецкий музыкальный звукозаписывающий лейбл, который появился в 1994 году. Имеет отделения в Гамбурге и Берлине. Компания также работает радиостанций FM Motor, и интернет-телевидение Motor TV. Помимо работы в качестве метки Motor Music также выступает в качестве управления и публикации. Лейбл долгое время представляла группа Rammstein.

## Коллективы, которые записывали альбомы на лейбле
- 4Lyn
- Эми Уайнхаус
- Die Ärzte
- Bobo in White Wooden Houses
- Dorfdisko
- Dune
- Muse
- Editors
- Emigrate
- Emil Bulls
- Rammstein
- Sum 41
- Onyx
- JR Ewing
- Feeling B
- Hund am Strand
- Jennifer Rostock
- Klee
- Koufax
- Филипп Боа
- Патрик Вулф
- Стелла Гец
- Роберт Майлз
- Александр Вельянов
- PeterLicht
- Photonensurfer
- Polarkreis 18
- Schrottgrenze
- Soko
- Super700
- TempEau
- Tocotronic
- Unknown Pleasure
- Ween
- Winson
- Wir sind Helden
- Yeah Yeah Yeahs
- Thom Yorke
- Zoot Woman